# West Coast Blues (chanson)
Cet article concerne la chanson de Blind Blake. Pour le genre musical, voir West Coast blues.
West Coast Blues est un morceau de Blind Blake paru en 1926 chez Paramount Records. Trois prises existent pour cet enregistrement instrumental de ragtime. Les connaisseurs le classent dans ce genre, et non dans le blues. Les ventes pour ce disque furent très bonnes à l'époque, chose rare pour un instrumental.
Blind Arthur Blake nous y démontre toute l'ingéniosité de la technique de son jeu de guitare syncopé (pouce pour les basses, doigts pour la mélodie).